# Villamuriel de Cerrato
Villamuriel de Cerrato – gmina w Hiszpanii, w prowincji Palencia, w Kastylii i León, o powierzchni 40,02 km². W 2011 roku gmina liczyła 6354 mieszkańców.